# Charmoille JU
| JU ist das Kürzel für den Kanton Jura in der Schweiz. Es wird verwendet, um Verwechslungen mit anderen Einträgen des Namens Charmoille zu vermeiden. |

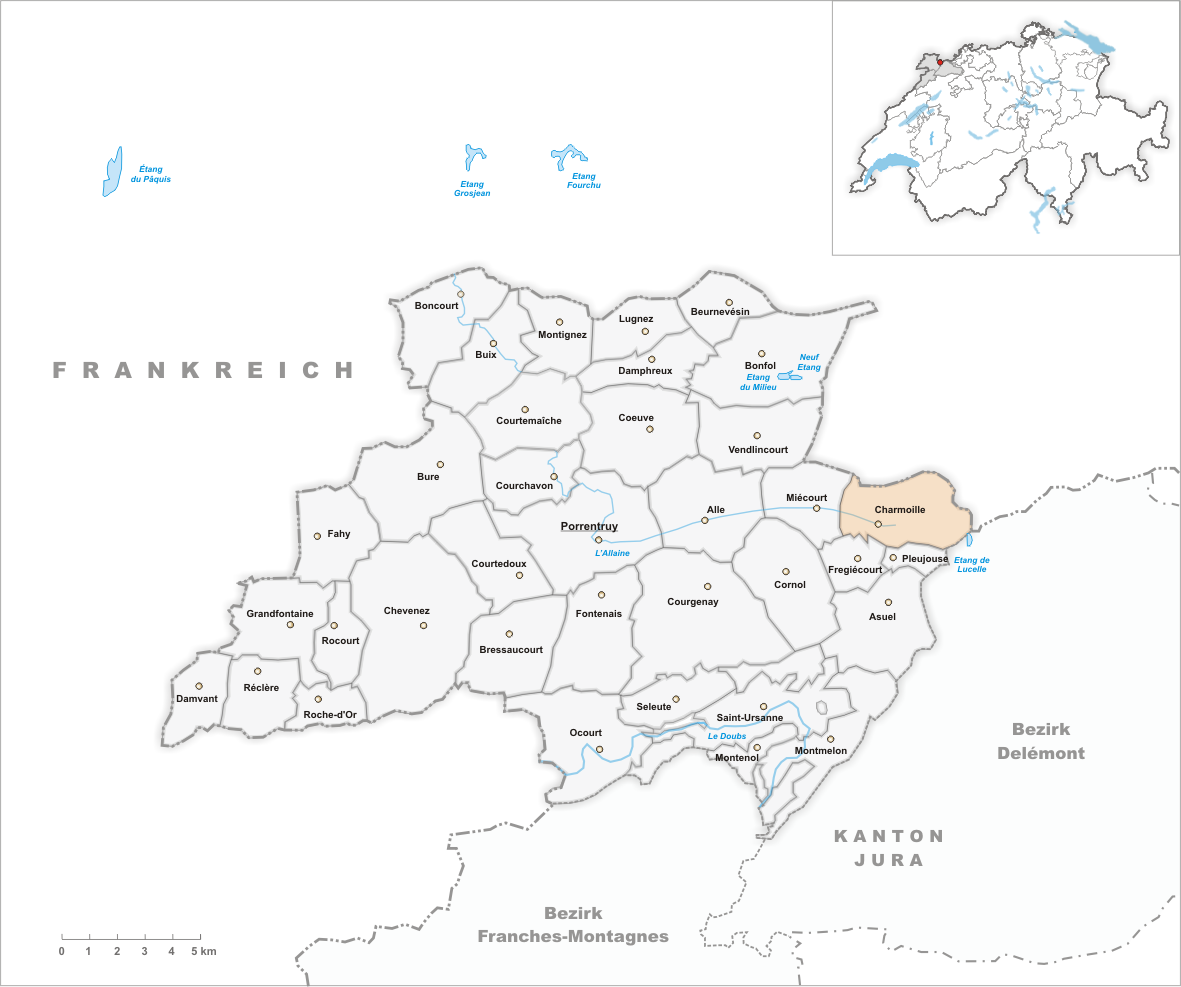
Gemeindestand vor der Fusion am 1. Januar 2009

Charmoille (frz. [ʃaʀˈmwaj], im einheimischen Dialekt [ʧɛ̝rmwaj/(ɛ) ʧɛrˈmwɛj]; dt. Kalmis/Galmis) ist eine Ortschaft und eine ehemalige politische Gemeinde im Distrikt Porrentruy des Kantons Jura in der Schweiz.

## Geographie
Charmoille liegt auf 515 m ü. M., zehn Kilometer östlich des Bezirkshauptorts Porrentruy (Luftlinie). Das ehemalige Strassenzeilendorf erstreckt sich an der oberen Allaine am Ostrand der Ajoie (deutsch Elsgau), am Fuss des Kettenjuras.
Die Fläche des 9,2 km² grossen ehemaligen Gemeindegebiets umfasst das Quellgebiet der Allaine in der Hügellandschaft des nördlichen Juras zwischen den Höhen von Les Aidjolats (787 m ü. M.) im Süden sowie Mont Perrou (765 m ü. M.), Morimont (751 m ü. M.) und Mont de Miserez (658 m ü. M.) im Norden. Diese Höhen bilden die Wasserscheide zwischen den Einzugsgebieten von Rhein und Rhone. In seinem westlichen Abschnitt reicht das Gemeindegebiet in die intensiv bewirtschaftete Ebene der östlichen Ajoie. Von der Gemeindefläche entfielen 1997 4 % auf Siedlungen, 54 % auf Wald und Gehölze und 42 % auf Landwirtschaft.
Zu Charmoille gehören das ehemalige Priorat Miserez, 508 m ü. M. in der Ebene am Südfuss des Mont de Miserez gelegen, der Weiler La Touilère im Tal der Allaine östlich von Charmoille sowie mehrere Einzelhöfe. Nachbargemeinden von Charmoille waren Pleigne, Pleujouse, Fregiécourt und Miécourt im Kanton Jura sowie Levoncourt, Oberlarg und Lucelle im angrenzenden Frankreich.

## Geschichte
Das Dorf wird 1136/39 als C(h)almillis erwähnt, 1173 als Charmayles. Der Ortsname geht wohl auf eine Deminutivbildung *calmicula zu spätlateinisch calmis ‚unbebautes/unfruchtbares Land‘ zurück. Funde von Resten einer gallorömischen Villa bei Miserez deuten auf eine frühe Besiedlung des Gemeindegebiets hin.
Aus der Familie der Edlen von Charmoille stammte Hugues, der zu den Gründern des Klosters Lucelle in der ersten Hälfte des 12. Jahrhunderts gehört. Charmoille teilte die wechselvolle Geschichte der Ajoie, die 1271 zum ersten Mal an das Fürstbistum Basel kam. Das Dorf gehörte vom 16. bis zum 18. Jahrhundert zum Meieramt Alle. Während des Dreissigjährigen Krieges wurde das Dorf teilweise zerstört. Von 1793 bis 1815 gehörte Charmoille zu Frankreich und war anfangs Teil des Département du Mont-Terrible, ab 1800 mit dem Département Haut-Rhin verbunden. Durch den Entscheid des Wiener Kongresses kam der Ort 1815 an den Kanton Bern und am 1. Januar 1979 an den neu gegründeten Kanton Jura. Die Gemeinde wurde mit Wirkung auf den 1. Januar 2009 mit Asuel, Fregiécourt, Miécourt und Pleujouse zur neuen Gemeinde La Baroche vereinigt.

## Bevölkerung
Mit 344 Einwohnern (Ende 2007) gehörte Charmoille zu den kleineren Gemeinden des Kantons Jura. Von den Bewohnern sind 89,0 % französischsprachig, 8,9 % deutschsprachig und 1,2 % italienischsprachig (Stand 2000). Die Bevölkerungszahl von Charmoille belief sich 1850 auf 599 Einwohner, 1900 auf 512 Einwohner. Im Verlauf des 20. Jahrhunderts nahm die Einwohnerzahl kontinuierlich ab.

## Wirtschaft
Charmoille ist dank der fruchtbaren Böden in der Umgebung immer noch landwirtschaftlich geprägt. Von Bedeutung ist auch der Obstbau, insbesondere die Kirschen, aus denen der Kirschschnaps von Charmoille hergestellt wird. Im Weiteren gibt es noch einige Arbeitsplätze im lokalen Kleingewerbe. Viele Erwerbstätige sind aber Wegpendler und arbeiten in der Regionen Porrentruy oder Delémont.

## Verkehr

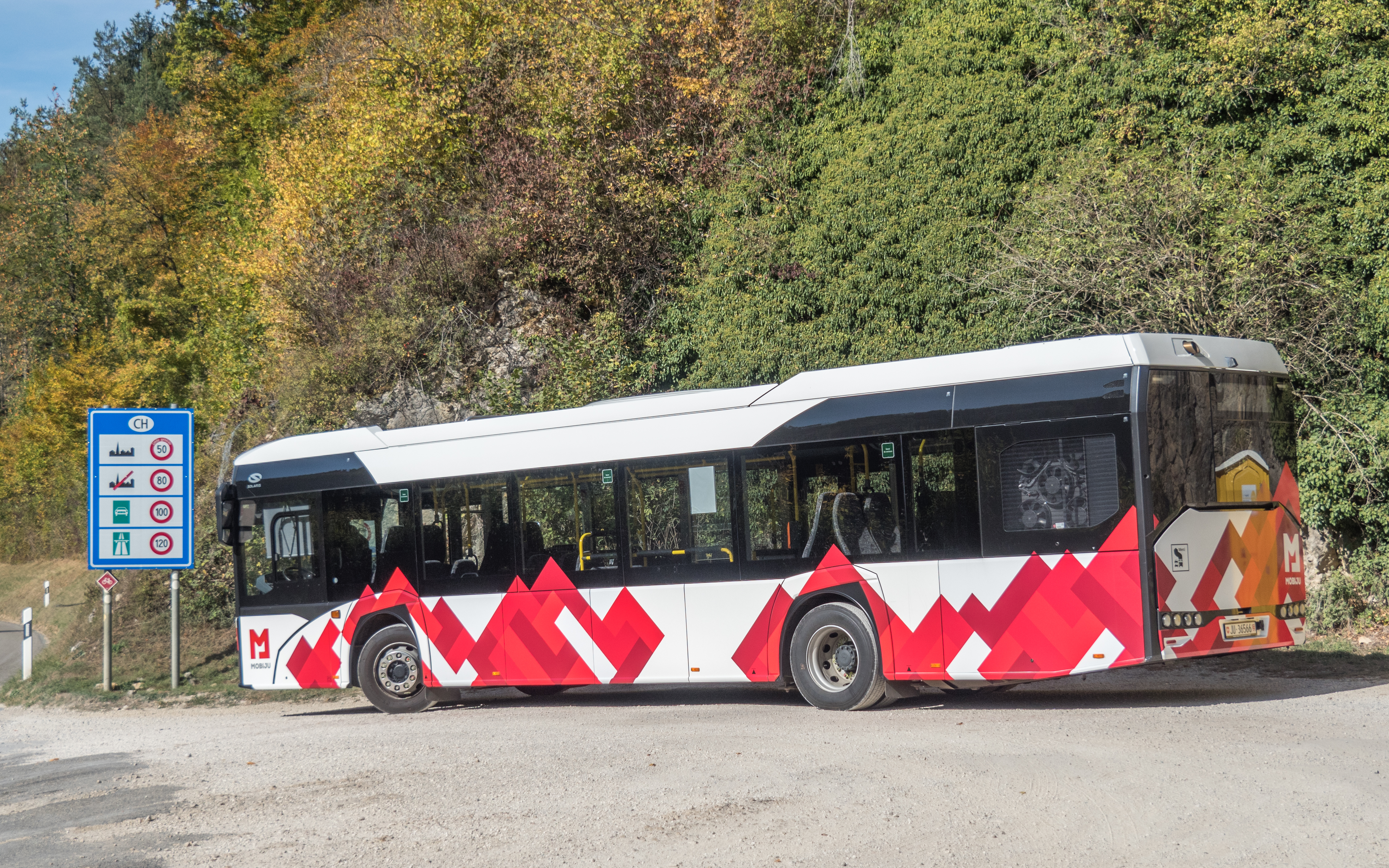
Bushaltestelle Charmoille-Douane

Charmoille liegt an der internationalen Strasse von Porrentruy via Lucelle nach Laufen. Auf der Passhöhe zwischen Charmoille und Lucelle befindet sich die Abzweigung der Strasse nach Ferrette im Elsass. Durch zwei Postautokurse ist das Dorf an den öffentlichen Verkehr angebunden, der eine verkehrt von Porrentruy nach Asuel, der andere von Porrentruy nach Lucelle.

## Sehenswürdigkeiten

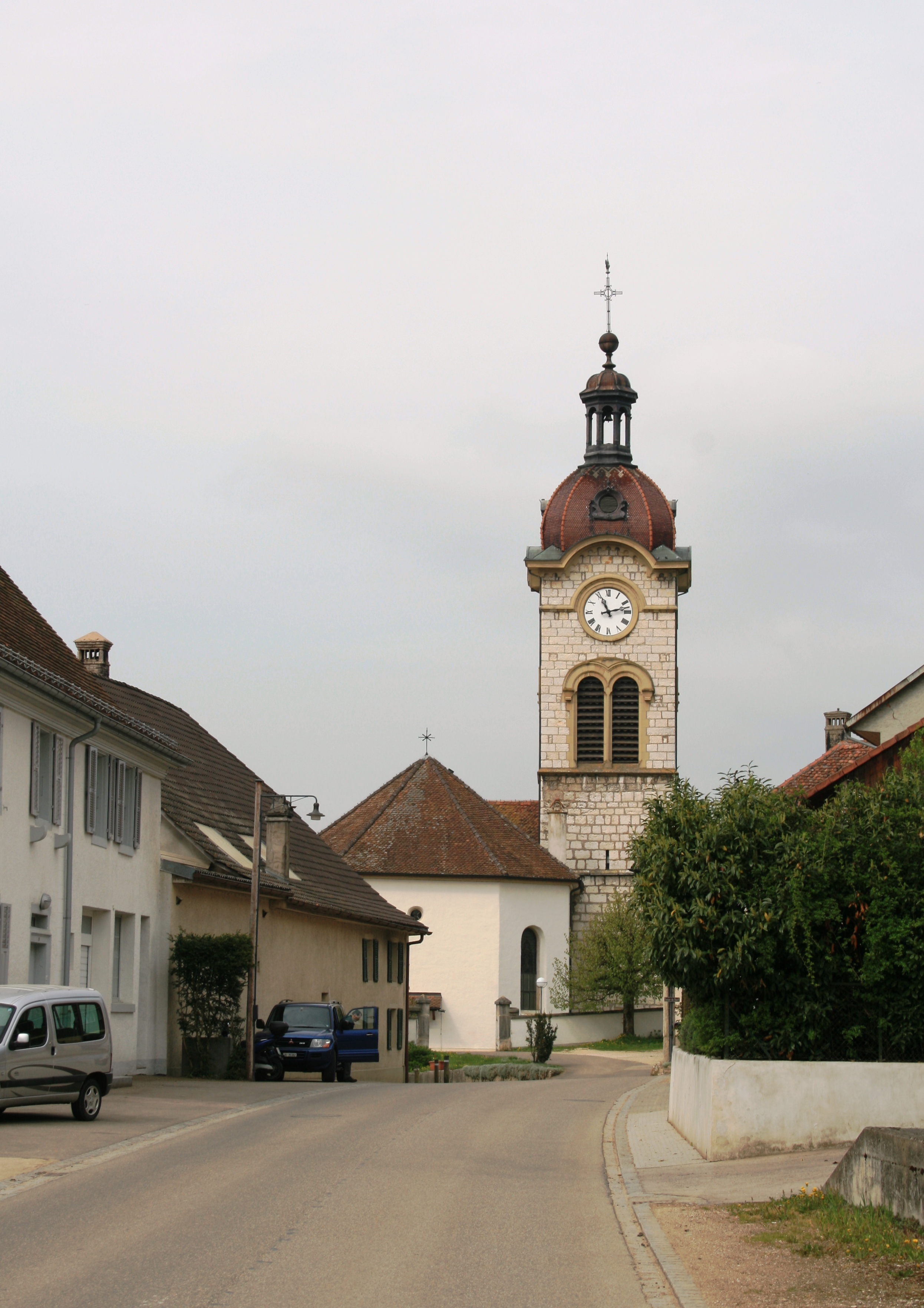
Kirche Saint-Étienne in Charmoille

Die Kirche Saint-Etienne stammt von 1760, wurde später aber mehrmals renoviert. Die Pfarrei Charmoille, die auch den Namen La Baroche trägt, wurde als erste der Ajoie 1779 direkt dem Bischof von Basel unterstellt. Die ehemalige Schule, ein Bau von 1854, repräsentiert den neoklassizistischen Stil und ist mit einem Walmdach und Turm ausgestattet. Im Dorf gibt es noch charakteristische Bauernhäuser aus dem 19. Jahrhundert.